# Joseba Zaldúa
Joseba Zaldúa Bengoetxea (San Sebastian, 24 juni 1992) is een Spaans voetballer die doorgaans als rechtsback speelt. Hij is vooral bekend van zijn periode bij Real Sociedad, waar hij acht seizoenen in het eerste elftal speelde en in 2020 de Copa del Rey won.

## Clubcarrière
Zaldúa komt uit de jeugdacademie van Real Sociedad. In 2010 debuteerde hij voor Real Sociedad B, waarmee hij enkele seizoenen in de Segunda División B speelde. Op 23 november 2013 debuteerde hij in de hoofdmacht in de Primera División. Hij speelde de eerste tachtig minuten in de thuiswedstrijd tegen Celta de Vigo, waarna hij werd gewisseld voor Javi Ros. Ongeveer een maand later tekende hij een nieuw contract bij de Basken tot 2016.
Op 20 mei 2014 verlengde Zaldúa zijn contract bij Txuri-urdin tot 2018 en promoveerde definitief naar het eerste elftal. Op 4 juli 2017 werd hij voor een jaar uitgeleend aan competitiegenoot CD Leganés. Hij speelde dertig wedstrijden voor de ploeg uit de regio Madrid, die degradatie dat seizoen wist te voorkomen. Op 21 januari 2018 maakte hij zijn enige treffer in dienst van Leganés, door in de slotfase gelijk te maken in een 2-2 gelijkspel bij Deportivo Alavés. 
Zaldúa scoorde zijn enige doelpunt voor Real Sociedad op 12 mei 2019 in een 3-1 overwinning op Real Madrid in Estadio Anoeta, maar werd in dezelfde wedstrijd gewiseld vanwege een beenbreuk. Hij speelde in totaal 190 wedstrijden voor Real Sociedad. In 2020 won hij met de ploeg de Copa del Rey ten koste van Athletic Bilbao.
Op 11 juli 2022 sloot Zaldúa zich aan bij Cádiz CF met een contract voor drie jaar. Hij bracht het grootste deel van zijn eerste seizoen aan de zijkant door, dankzij een ernstige knieblessure.